# 斯莫基山

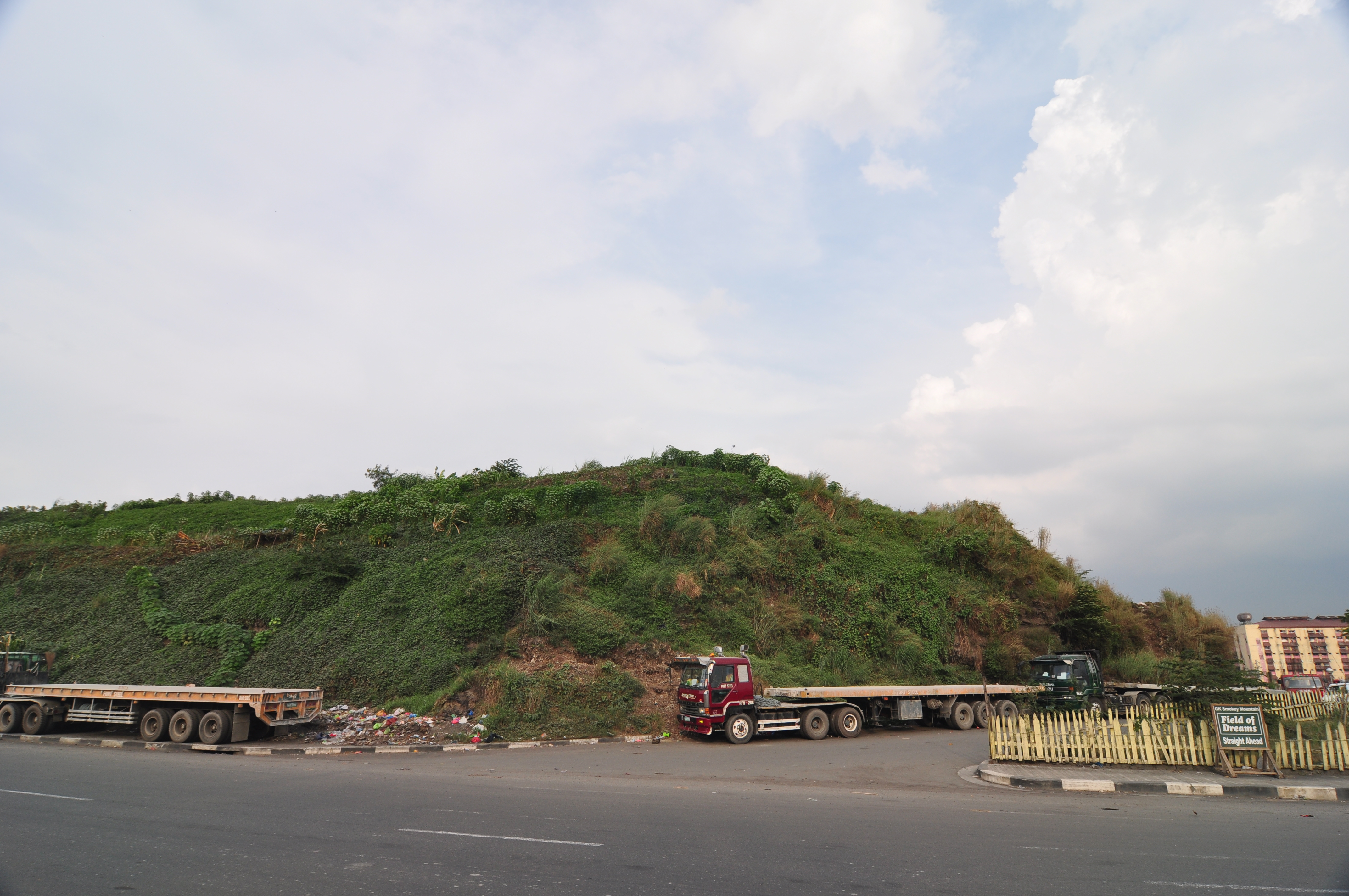
2011年攝

斯莫基山（英語：Smokey Mountain）其實是菲律賓馬尼拉湯都區一個大型垃圾堆填區的俗稱，由堆積如山和燃燒垃圾時發出的煙燻而得名。堆填區運作超過40年，高峰期垃圾堆積超過7層樓高，總重量達200萬噸。斯莫基山亦是當地的一個貧民窟，常住人口3萬，居民拾荒而生。他們從惡臭腐爛的垃圾中尋找食物和可回收的塑膠樽、鐵罐、鋁罐等物資，以果腹和賺取微薄收入。燃燒垃圾所散發出的有毒氣體亦導致多次的人命傷亡。
1995年，菲律賓當局宣佈關閉堆填區，並計劃於原址興建大型商住社區。拾荒者的安置不在考慮之列。由於沒有一技之長，他們得不到建造工程公司的聘用，惟有搬到另一個垃圾山——巴雅塔斯繼續生活。